# Tichilești
Tichilești – jedyne w Unii Europejskiej leprozorium, położone w niewielkim mieście Isaccea w okręgu Tulcza w Rumunii. W 2007 roku zamieszkiwane przez 24 osoby, w 2022 przez 8 osób. Mające oficjalny status szpitala, funkcjonuje jako osada, w której mieszkają w domkach chorzy pod opieką lekarską.

## Historia
Tichilești zostało założone jako klasztor, przekształcony w 1875 w kolonię trędowatych. Legenda głosi, że klasztor został ufundowany przez należącą do znanego bojarskiego rodu Kantakuzenów księżniczkę, która była dotknięta tą chorobą. Inna teoria nt. powstania klasztoru mówi, że założyli go uchodźcy z Rosji (Lipowanie).
W 1918 z nieznanych przyczyn niektórzy trędowaci przenieśli się do Largeanca w pobliżu besarabskiego miasta Izmaił, natomiast pozostali zostali wymordowani, a ich ciała spalone lub wrzucone do dołów z wapnem.
W 1926 rumuński dziennikarz Filip Brunea-Fox spędził wśród trędowatych trzy tygodnie i opublikował w prasie reportaż o nieludzkich warunkach bytowania w wiosce, który poruszył opinię publiczną. Pod jego wpływem w 1928 w klasztorze wybudowano szpital, a następnie w latach 30. domy dla chorych.
Po II wojnie światowej reżim Nicolae Ceaușescu zatajał istnienie kolonii trędowatych, dochodziło nawet do wymazywania miejscowości z map i dokumentów. Warunki życia były w okresie komunizmu bardzo złe. W połowie lat 60. w osadzie istniał zbudowany w ciągu 10 lat przez trędowatych dom modlitewny, w którym odprawiano nabożeństwa Wolnych Badaczy Pisma Świętego. W czasie pobytu w obozie około 50 osób przyjęło wierzenia Badaczy Pisma Świętego. Osadę zamieszkiwało około 150 osób chorych.
Przez długie lata chorzy nie mieli prawa opuszczać osady. Po 1991 mimo rozluźnienia rygorów, większość z mieszkańców zdecydowała się w niej pozostać.
Warunki w osadzie poprawiły się po 2000 roku za sprawą dotacji Unii Europejskiej.
W 2022 powstał film „Koniec świata w Dolinie Łez” w reżyserii Jarosława Wszędybyła.